# Edifício do Ministério das Obras Públicas (Argentina)
O Edifício do Ministério de Obras Públicas é um edifício estatal de estilo racionalista localizado na esquina da Avenida 9 de Julio com a Avenida Belgrano, no bairro de Monserrat, na cidade de Buenos Aires, Argentina. Possui 93 metros de altura.
Originalmente alojou o Ministério de Obras Públicas, mas atualmente é sede dos ministérios da Saúde e do Desenvolvimento Social.

## História

### Antes do edifício
Na quadra da rua Lima entre Moreno e Belgrano encontrava-se historicamente uma passagem conhecido popularmente como callejón do Pecado, depois chamado Aroma. Sobre a rua Buen Orden (que viraria Bernardo de Irigoyen) achava-se uma praça que recebeu os nomes de Praça da Boa Ordem, Moreno e Belgrano.
Em 1883 o Congresso Nacional propôs o alargamento da Praça Moreno, e por isso decretou de interesse público a região ao oeste da mesma. Nesse momento pensou-se em construir ali a Casa Modelo para Exercícios Físicos, e os terrenos foram expropriados a começos da década de 1900, destinando no ano 1909 o terreno para o Instituto do Profesorado Secundário e um Colégio Nacional anexo, por parte do Ministério de Obras Públicas (MOP), projeto a cargo do arquiteto Pedro Benoit.
Em 1920 o Congresso redestinou o terreno à Casa de Exercícios Físicos, mas o Poder executivo vetou a decisão. Chegando ao ano 1929, o Congresso ainda  não tinha aprovado o orçamento para este edifício de cinco andares e grande superfície. Em 1930 decretou-se a construção de uma Avenida Norte-Sur similar à Avenida de Maio.

### Construção do Ministério de Obras Públicas
Em 1932 o arquiteto José Hortal sugeriu ao ministro de obras públicas Manuel Alvarado a localização no terreno junto à Praça Belgrano de um edifício para concentrar os escritórios de seu ministério, então dispersos em 10 edifícios diferentes. Alegando que a construção da futura avenida e os alargamentos das ruas Moreno e Lima impediriam um desenho adequado do Instituto de Professores Secundários, Hortal propôs o terreno de 2.166 m² junto à passagem Aroma para levantar o Ministério de Obras Públicas.
Foram recusados para construir a sede do M.O.P. terrenos em Belgrano e Engenheiro Huergo e na zona de Catalinas Norte (nessa época, ainda depósitos portuários), entre outros.

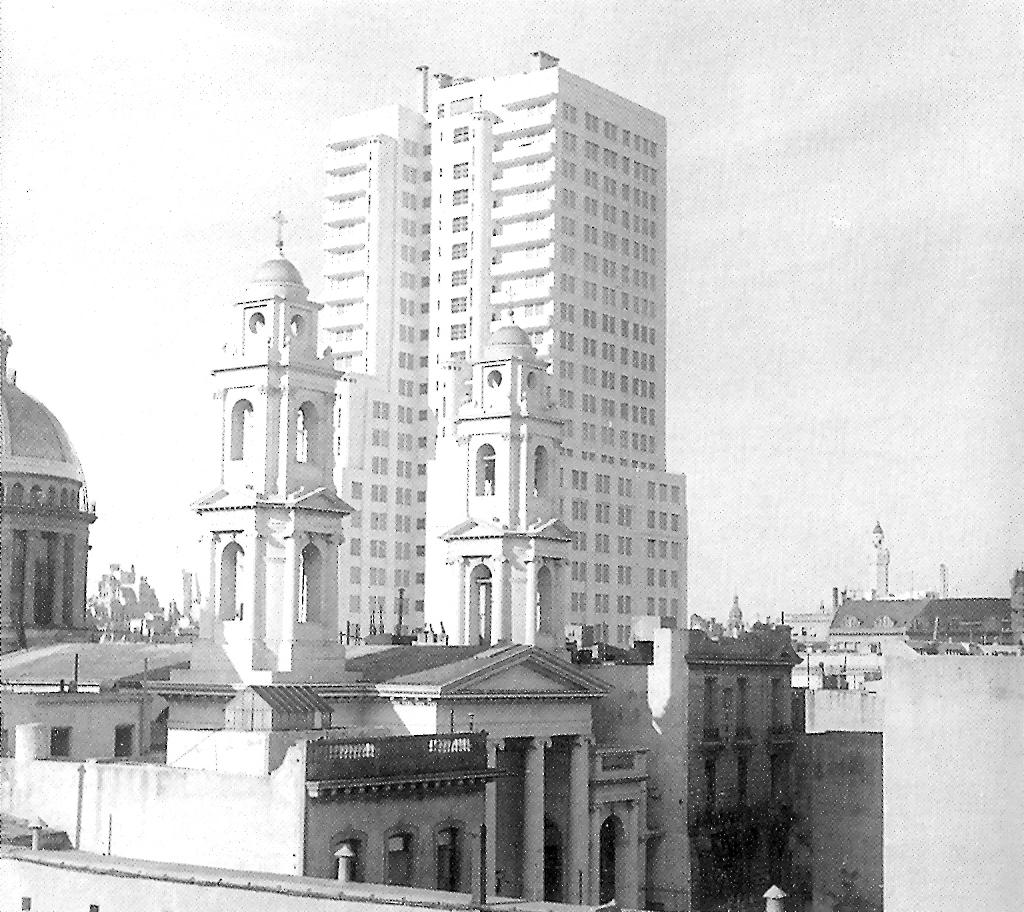
Visto desde o oeste.

O poder executivo levou o projeto de lei ao Congresso o 24 de julho de 1933, e este o aprovou o 26 de novembro como a lei 11.714. O projeto proposto foi o primeiro arranha céu financiado pelo Estado Nacional, desenhado pelo arquiteto Alberto Belgrano Blanco com colaboração das seções técnicas da Divisão de Projetos da Direção de Obras Públicas. A construção, feita pela empresa de José Scarpinelli, dirigida pelo engenheiro Marcelo Martínez de Fouce e supervisionada por seu projetista, Hortal, alcançaria o 10º andar em 14 meses, e foi concluída um ano depois. O projeto do Instituto de Professores Secundários receberia em troca um terreno nas ruas Báez e Matienzo (bairro de Palermo).
As obras começaram em 15 de novembro de 1934 e avançaram a grande velocidade: em maio de 1935 estava terminada a estrutura de concreto (138 dias de trabalho). Porém, em 1936, o intendente impulsor da Avenida Norte-Sur já em construção, Mariano de Vedia e Mitre, estipulou que esta devia ser uma avenida parque de 140 metros de largura, limpada a superfície todo seu traçado entre as ruas Lima e Carlos Pellegrini. Apesar disso, os trabalhos do edifício do MOP não se suspenderam, e foram concluídas num tempo recorde de 138 dias de trabalho, sendo inaugurado em setembro de 1936.
Finalmente, a Avenida Norte-Sur foi inaugurada o 12 de outubro de 1937 pelo presidente Agustín P. Justo, ainda que só num trecho de 500 metros, e finalmente recebeu o nome de Avenida 9 de Julio. A 9 de Julio chegou ao edifício do Ministério de Obras Públicas em 1947, e foi concluída em toda sua extensão em 1980. As únicas construções aos longo de seu traça são o edifício do MOP, o Obelisco, a Embaixada da França e o Hotel Four Seasons (ex Palácio Álzaga Unzué).
Em 1991, depois da dissolução do velho Ministério de Obras Públicas e sua absorção como Secretaria dentro do Ministério da Economia, o edifício do MOP foi transferido ao Ministério de Saúde. Em 9 de março de 2010 a presidenta Cristina Fernández de Kirchner assinou o Decreto 329, declarando Eva Perón  como "Mulher do Bicentenário", no marco dos 200 anos da Revolução de Maio. Como homenagem, decidiu-se instalar sobre as fachadas norte e sul do Edifício dos ministérios de Desenvolvimento Social e de Saúde dois retratos de Evita realizados em estruturas de ferro. Além disso, ordenou-se a restauração do deteriorado edifício, que estava "em estado crítico". A assinatura do contrato para a restauração de fachadas e instalação dos retratos realizou-se com um ato na Casa Rosada em 20 de agosto.
A restauração das fachadas sul e norte avançou ao longo de 2011, e em 26 de julho Cristina Kirchner, no aniversário do falecimento de Eva Perón, inaugurou com um grande ato público na Avenida 9 de Julio, o mural voltado ao sul. Em 22 de agosto, aniversário do Dia da Renúncia de Evita à Vice-Presidência no período 1952/1958, inaugurou-se o mural norte, para depois seguir avançando com as reformas nas fachadas leste e oeste.

### Murais de Evita
Desde 2011 o edifício tem em suas fachadas norte e sul dois murais gigantes de Eva Perón, obra criada pelo artista argentino Alejandro Marmo (Decreto 329/10). Em 26 de julho, coincidindo com o 59º aniversário da morte de Eva Perón, a presidenta Cristina Fernández de Kirchner inaugurou na fachada sul do edifício o primeiro dos murais, "Evitas sorridente". Em 24 de agosto inaugurou-se o segundo mural na fachada norte que mostra a imagem de uma Evita combativa falando ao povo. As imagens cobrem um área de 31 x 24 metros e foram construídas em aço cortem.

### Outros fatos de importância

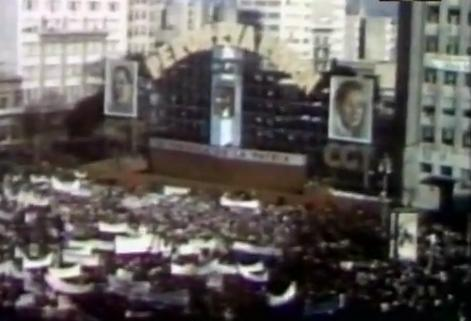
O renunciamiento de Evita. (1951)

- O edifício possui duas estátuas localizadas na cada extremo do lado leste, de estilo art déco. Um mito assegura que foram desenhadas por José Hortal e simbolizam o pagamento de suborno, já que uma leva em suas mãos um pequeno cofre, e a outra estende a palma de sua mão para atrás, com seu braço colado ao corpo. No entanto, esta suposição nunca foi confirmada.[9]
- O edifício do Ministério de Saúde é o único que tem como endereço a Avenida 9 de Julio (nº1925).
- Diz-se que um projecto criado por José Hortal contemplava toda uma corrente de edifícios administrativos ao longo da futura Avenida Norte-Sur. Também existiu um projeto do arquiteto José Álvarez de construir um edifício gêmeo ao do MOP , do outro lado da Avenida 9 de Julio.[10]
- Em 22 de agosto de 1951, em um palco levantado junto a este edifício, Eva Duarte de Perón confirmou em uma mobilização pública de militantes justicialistas sua candidatura pelo cargo de vice-presidenta da Nação, ao qual renunciaria um tempo depois por diversas circunstâncias, entre elas pelo câncer que padecia, com um discurso conhecido como o "renunciamiento". Evita morreria em 26 de julho do ano seguinte.
- Em 24 de setembro de 1951, sob a presidência de Juan Domingo Perón, realizou-se a primeira transmissão televisiva da Argentina, com uma antena emissora instalada no teto do Ministério de Obras Públicas, que ainda segue em pé.
- Em 16 de junho de 1955, aviões da Armada Argentina, acompanhados por um bom número de políticos e outros militares opositores ao governo de Perón; bombardearam a Praça de Maio, e depois de reabastecerem seu combustível atacaram também o edifício do Ministério de Obras Públicas, com bombas e metralhadoras.
- Em 1995 o presidente Carlos Menem propôs a demolição do edifício do Ministério de Saúde, considerando que era um estorvo para o trânsito da Avenida 9 de Julio.[11]

## Descrição

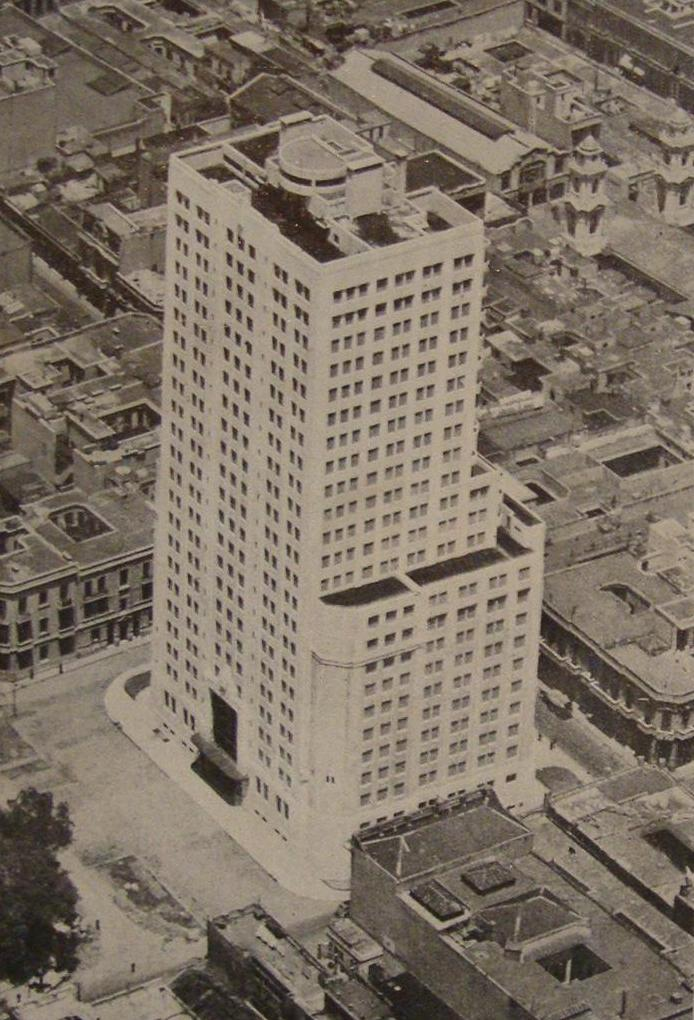
Vista aérea em 1937

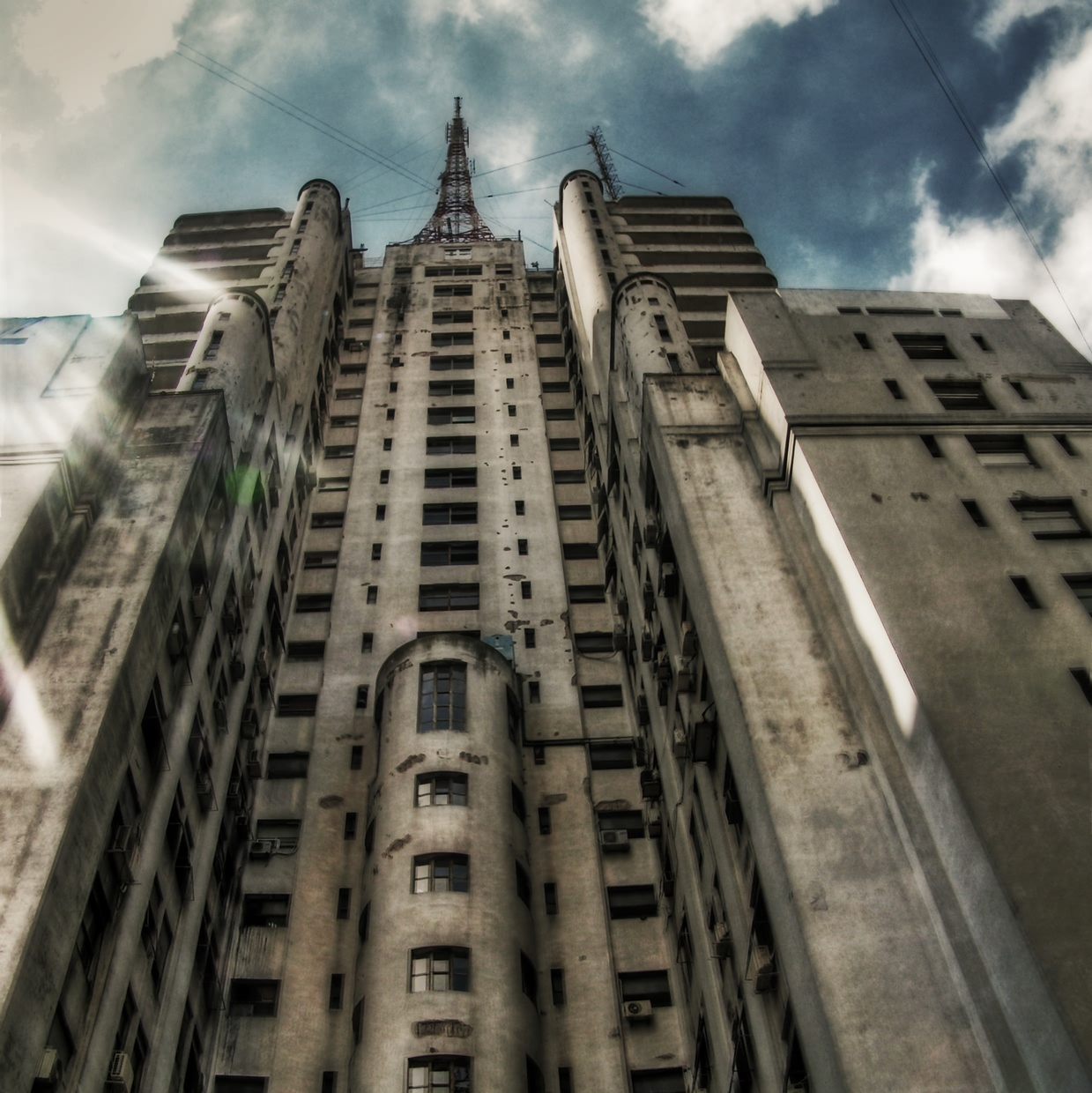
Parte traseira deteriorada antes da reforma.

O edifício foi criado para abrigar todas as dependências do Ministério de Obras Públicas, a exceção da Administração Geral de Ferrovias do Estado, que contava com sua própria sede.
Conta com 2 subsolos, térreo, 22 andares, e terraço de observação. A planta tem forma de "U", permitindo a iluminação e ventilação adequada dos escritórios. O estilo adotado foi o racionalismo, ainda que algumas ornamentações correspondam ao art déco. 
A entrada principal encontra-se na Avenida 9 de Julio, e dá direto ao grande hall principal, do qual partem 6 elevadores principais e a escada principal. Pelas asas laterais do edifício, instalaram-se uma entrada cada, na rua Lima, cada uma com um elevador e escada próprios. Também foi instalado um elevador privado para uso do ministro e outras autoridades.
No 2º subsolo instalaram-se arquivos gerais, subestações eléctricas e salas de máquinas; no 1º subsolo estão escritórios, a central telefônica e depósitos; no térreo, a sala de conferências e a biblioteca; no 2º andar o despacho do Ministro e sua secretaria privada, com outros cargos altos. Os andares do 3 ao 7 destinam-se a Direção Geral de Arquitecura (a Direção está no 6º andar); do 8º ao 12º, à Direção Geral de Navegação e Portos; do 13º ao 17º, à Direção Geral de ferrovias e do 18º ao 21º, à Direção Geral de Irrigação. O andar 22 destinou-se à Direção Geral de Obras do Riachuelo. No teto localizou-se a moradia do síndico, e um terraço com observatório.
As imagens montadas de Eva são em ambos casos de aço cortem, feitas de  de trinta peças montadas em mênsulas ao edifício. Foram desenhadas pelos artistas Alejandro Marmo e Daniel Santoro. O projeto, direção e execução da obra foram realizados pelo Distrito Capital da Direção Nacional de Arquitetura da Secretaria de Obras Públicas da Nação. As obras de restauro das fachadas e terraços começaram em setembro de 2010, com o objetivo de valorizar esse edifício emblemático.

## Antenas de televisão e de rádio
A antena do edifício é compartilhada pelo Canal 7 e o Canal 9 analógico, os canais 22, 23, 24 e 25 digital e também as rádios 93.7 FM, 94.3 FM, 96.7 FM e 98.7 FM.[cita [carece de fontes?]